# Cossombrato
Cossombrato là một đô thị ở tỉnh Asti vùng Piedmont thuộc Ý, nằm ở vị trí cách khoảng 35 km về phía đông của Torino và khoảng 12 km về phía tây bắc của Asti. Tại thời điểm ngày 31 tháng 12 năm 2004, đô thị này có dân số 493 người và diện tích là 5,3 km².
Cossombrato giáp các đô thị: Asti, Castell'Alfero, Chiusano d'Asti, Corsione, Montechiaro d'Asti và Villa San Secondo.